# Hemsleya pengxianensis
Hemsleya pengxianensis är en gurkväxtart som beskrevs av W.J. Chang. Hemsleya pengxianensis ingår i släktet Hemsleya och familjen gurkväxter.

## Underarter
Arten delas in i följande underarter:
- H. p. gulinensis
- H. p. junlianensis